# Phyllanthus huallagensis
Phyllanthus huallagensis är en emblikaväxtart som beskrevs av Paul Carpenter Standley och Léon Camille Marius Croizat. Phyllanthus huallagensis ingår i släktet Phyllanthus och familjen emblikaväxter. Inga underarter finns listade i Catalogue of Life.